# Hexagone Balard
L'Hexagone Balard, o il Site Balard o più semplicemente Balard, è un insieme immobiliare che raggruppa le sedi amministrative degli stati maggiori delle forze armate francesi, a Parigi. Questa concentrazione, iniziata nel dicembre 2007 da Hervé Morin, all'epoca Ministro della Difesa, si è completata nel 2015, vicino alla piazza Balard nel XV arrondissement, al limite sud-ovest della capitale, non lontano dall'Hôpital européen Georges-Pompidou e dall'Héliport de Paris - Issy-les-Moulineaux.
Il complesso di edifici è chiamato hexagone (esagono) in riferimento alla geografia della Francia e ad imitazione del Pentagono statunitense, il quale come Balard raggruppa tutti gli uffici amministrativi degli stati maggiori delle forze armate statunitensi.
L'insieme degli edifici ospita un effettivo di circa 9.300 persone. Il 5 novembre 2015, il Presidente della Repubblica francese, François Hollande ha inaugurato ufficialmente il sito come nuova sede del comando delle forze armate francesi.
Secondo i progetti iniziali, a Balard doveva anche trasferirsi la sede del Ministero della difesa, che si trova all'Hôtel de Brienne nel VII arrondissement di Parigi, tuttavia il ministro Jean-Yves Le Drian ha preferito restare all'Hôtel de Brienne.

## Descrizione
Il sito Balard si estende su una superficie totale di 16,5 ha (165 000 m²) ed è costituito da due lotti: il lotto Ovest (detto anche lotto Valin) di 8 ha (80 000 m²) e il lotto Est (detto anche lotto Victoro Cité de l'Air) di 8,5 ha (85 000 m²). All'interno del lotto Ovest è presente l'immobile dei fratelli Perret, che sarà conservato e riabilitato; questo lotto è diviso in due parti, una parte principale di 5 ha (50 000 m²), detta lotto centrale, e un'altra di 3 ha (30 000 m²), detta corno ovest. Il sito comprende complessivamente circa 360 000 m² (3 900 000 ft²) di immobili.
La realizzazione del progetto è affidata, dopo una gara d'appalto, al raggruppamento Opale Défense, condotto da Bouygues Bâtiment Île-de-France (del gruppo Bouygues) e unitamente a Thales per l'informatica, Sodexo per i servizi, Exprim per la manutenzione, Dalkia per l'energia, accanto agli investitori privati (FIDEPP / Caisses d'épargne e SEIEF) e alla Caisse des dépôts et consignations.

### Corne ouest
Il Corno ovest, accoglierà 90 000 m² (970 000 ft²) di immobili per uffici in locazione. Jean-Michel Wilmotte è l'architetto di questi quattro immobili.

### Parcelle centrale
Il Lotto centrale, detto anche lotto Valin, accoglierà il Ministero della Difesa e gli Stati Maggiori delle Forze Armate su una superficie di 130 000 m² (1 400 000 ft²), inoltre l'immobile dei fratelli Perret, di 16 000 m² (170 000 ft²), sarà conservato e riabilitato. L'Agence Nicolas Michelin et associés (ANMA) è incaricata della progettazione.

### Parcelle est
Il Lotto est, detto anche lotto Victor, avrà una superficie di 120 000 m² (1 300 000 ft²); Ateliers 234 è incaricato della progettazione.